# اوسر
اُسِر (به فرانسوی: Auxerre) یک کمون در فرانسه با جمعیت ۳۸٬۸۰۰ نفر است که در شمال غربی منطقه بورگوین-فرانش-کنته واقع شده‌است.
اسر با داشتن ۳۵ بنای تاریخی ثبت شده و سه موزه از مجموعه موزه‌های فرانسه از سال ۱۹۹۵ به عنوان یکی از شهرهای تاریخی و هنری فرانسه شناخته می‌شود؛ و به دلیل ترکیب معماری قرون وسطی و حفظ بناهای تاریخی شهری یکی از شهرهای توریستی فرانسه محسوب می‌شود.

## منابع

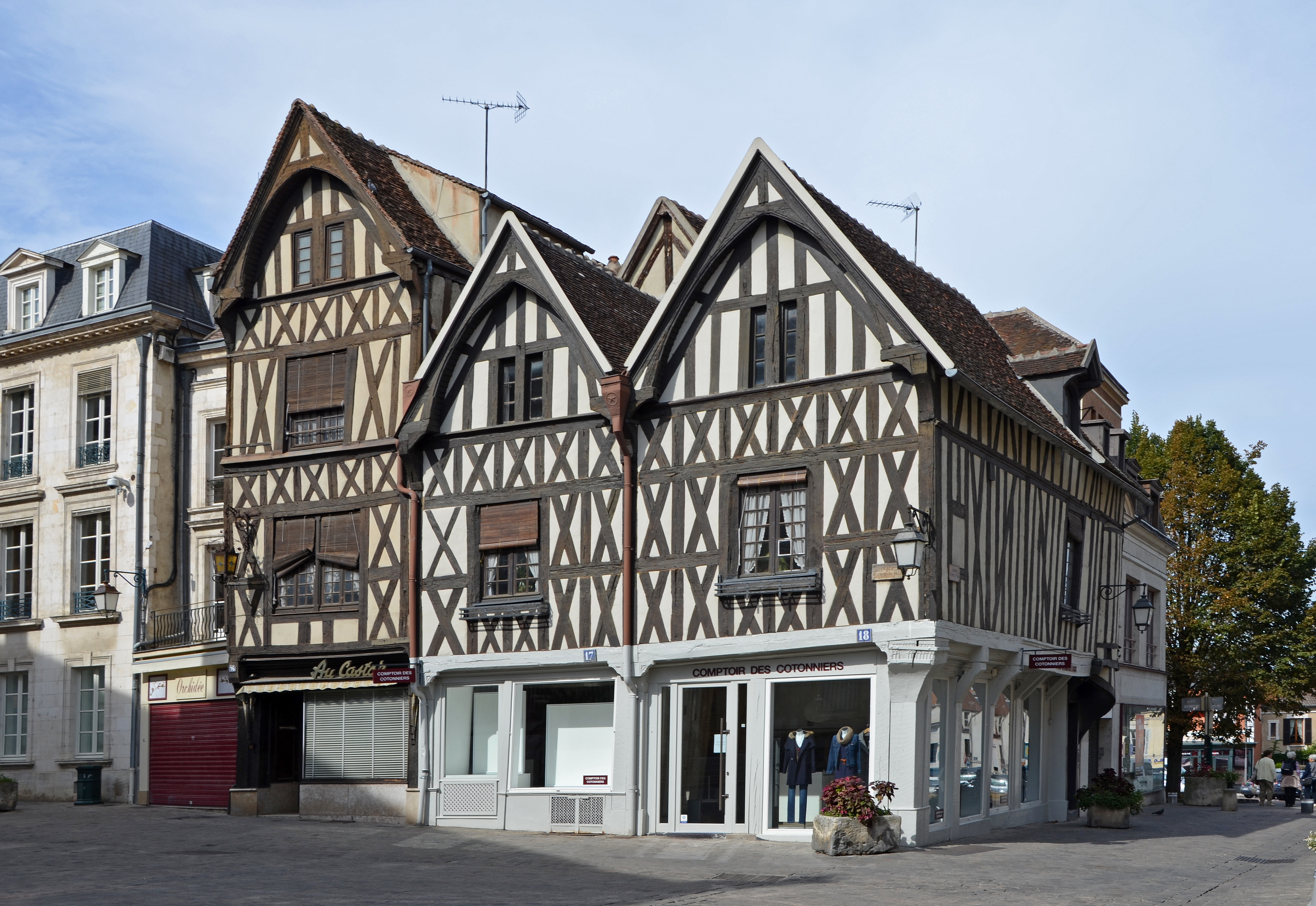
مرکز شهر اٌسِر دارای چندین بنای مربوط به قرون وسطی است که بهمان صورت نگهداری می‌شوند. (میدان شهردای).

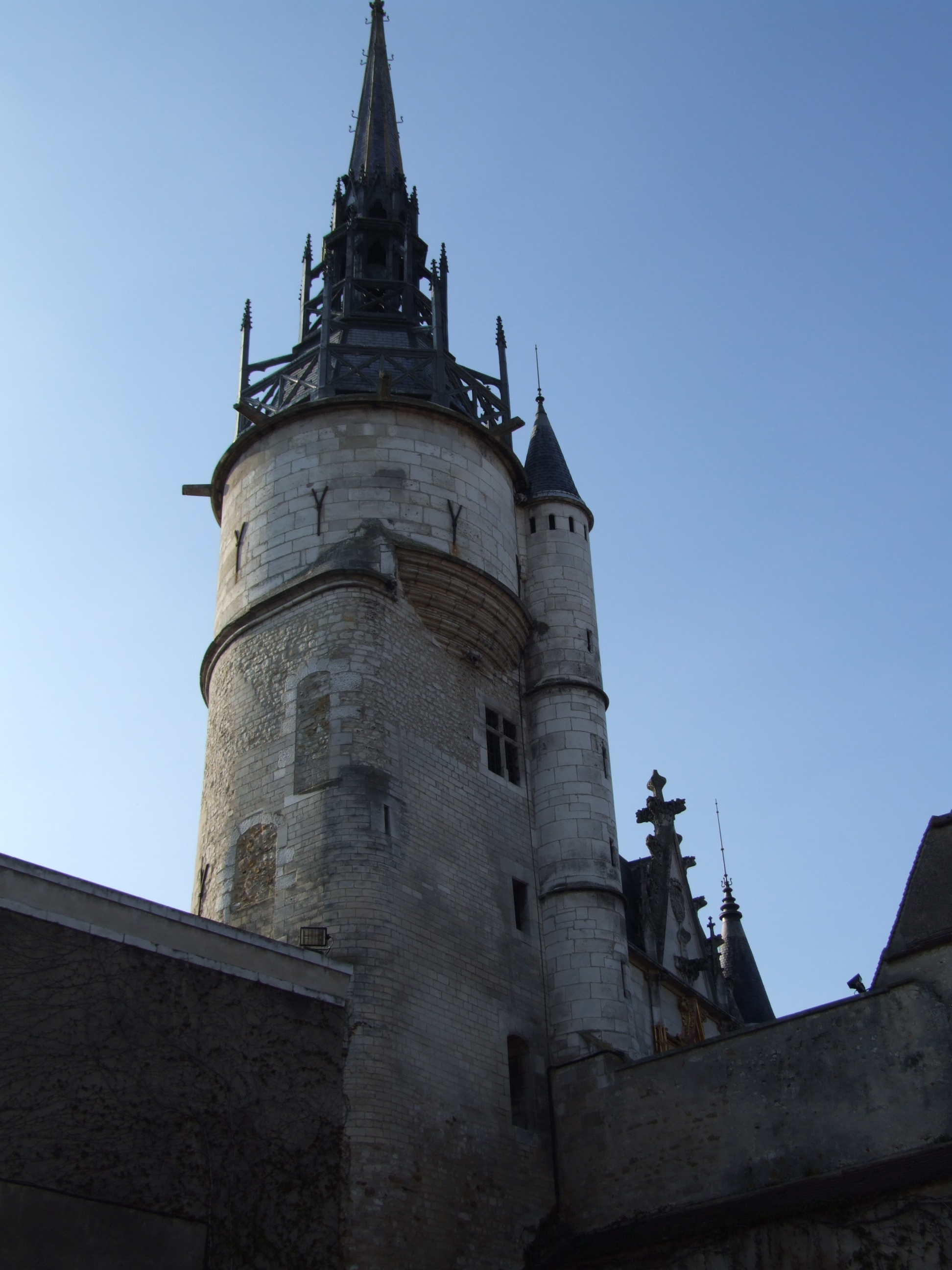
برج ساعت (لا تور دو اُرلُژ) بنایی مربوط به اواخر قرون وسطی.